# Edmond Larivière
Edmond Larivière (París, 1811 - Londres, 15 d'agost de 1842) fou un arpista i compositor francès. El 1838 fixà la residència a Londres, després d'haver viatjat per espai d'alguns anys. Va compondre dues dotzenes d'obres, escrites per a arpa sola o amb acompanyament de piano, entre les que hi figuren uns Exercices et études pour la harpe (París), un Caprice (París), Tarantelle (París) i divers altres, basades en temes d'òperes distintes.